# Франсіско Кастільйо де ла Конча
Франсіско Кастільйо де ла Конча (ісп. Francisco Castillo de la Concha; 1598 — 1 листопада 1685) — іспанський колоніальний чиновник, губернатор Нового Королівства Гранада і президент Королівської авдієнсії Санта-Фе-де-Боготи, кавалер ордена Сантьяго.
За свого врядування конфліктував з місцевими церковниками через те, що йому відмовили у видачі священика, якого розшукував суд Кіто.